# Bezirksgericht Meißen
Das Bezirksgericht Meißen war von 1855 bis 1879 ein Gericht im Königreich Sachsen mit Sitz in Meißen.

## Geschichte
Mit dem Gesetz, die künftige Einrichtung der Behörden erster Instanz für Rechtspflege und Verwaltung betreffend vom 11. August 1855 wurden die Eingangsgerichte neu geordnet. Die Patrimonialgerichte wurden endgültig aufgelöst, Verwaltung und Rechtsprechung getrennt. Die Details der Verwaltungsreform regelten das sächsische Gerichtsverfassungsgesetz vom 11. August 1855 und die Verordnung über die Bildung der Gerichtsbezirke vom 2. September 1856.
Eingangsgerichte waren nur die Gerichtsämter und Bezirksgerichte. Als mittlere Instanz wurden vier Appellationsgerichte eingerichtet. Oberste Instanz war das Oberappellationsgericht Dresden.
Das Bezirksgericht Meißen war dem Appellationsgericht Dresden nachgeordnet. Das Bezirksgericht war Gerichtsamt für die Stadt Meißen. Daneben waren ihm folgende Gerichtsämter nachgelagert: Gerichtsamt Meißen, Gerichtsamt Großenhain, Gerichtsamt Rossen, Gerichtsamt Lommatzsch und Gerichtsamt Riesa.
1879 wurden das Bezirksgericht Meißen und seine Gerichtsämter aufgehoben. An deren Stelle wurden Amtsgerichte gebildet. Dies waren Amtsgericht Meißen, Amtsgericht Großenhain, Amtsgericht Lommatzsch und Amtsgericht Riesa.